# Cestafe
Cestafe (en euskera y oficialmente Zestafe) es un concejo del municipio de Cigoitia, en la provincia de Álava, España. 

## Despoblado
Forma parte del concejo una fracción del despoblado de:
- Gorostiza.[1]

## Historia
Hacia mediados del siglo XIX, el lugar, ya por entonces perteneciente a Cigoitia, tenía contabilizada una población de 126 habitantes. Aparece descrito en el sexto volumen del Diccionario geográfico-estadístico-histórico de España y sus posesiones de Ultramar de Pascual Madoz con las siguientes palabras:

CESTAFE: l. en la prov. de Alava, c. g. de las provincias Vascongadas, aud. terr. de Burgos, dióc. de Calahorra (18 leg.), part. jud. de Vitoria (3), herm., vic. y ayunt. de Cigoitia (á Ondategui 1/2): sit. en una colina, al S. y falda del monte Gorbea, con clima sano, espuesto principalmente á inflamaciones y reumas, y á los vientos NE. y S.: tiene 22 casas, una parr. (San Nicolas ob.), servida por un beneficiado y una ermita (San Pedro) que antiguamente fué parr. de Gorostiza, l. hoy desp. Confina el term. por N. con Ubidea, prov. de Vizcaya, part. jud. de Durango, mediando dicho monte; E. con Elosu y Nafarrete; S. con Erive, y O. con Larrimona y Gopequi; dentro de cuya circunferencia se hallan 2 cas. y el dicho desp. El terreno es estéril no obstante de bañarlo 2 riach. que bajan del Gorbea en direccion E., sobre los cuales hay 3 puentecillos. Los caminos son locales y en buen estado. El correo se recibe en Vitoria por cada interesado. prod.: trigo, cebada, avena, maiz, patatas; cria ganado vacuno, caballar, cabrio, lanar y de cerda; hay caza de perdices, codornices, sordas, anades, liebres, y pesca de anguilas, truchas y cangrejos. pobl.: 25 vec. 126 alm. contr.: (V. Alava intendencia.)
(Madoz, 1847, p. 368)

En 2022, la entidad singular de población tenía empadronados 38 habitantes y el núcleo de población, 27.

## Demografía
| Gráfica de evolución demográfica de Cestafe entre 2000 y 2017 |
|                                                               |
| Población de derecho según los censos de población del INE.   |

## Patrimonio

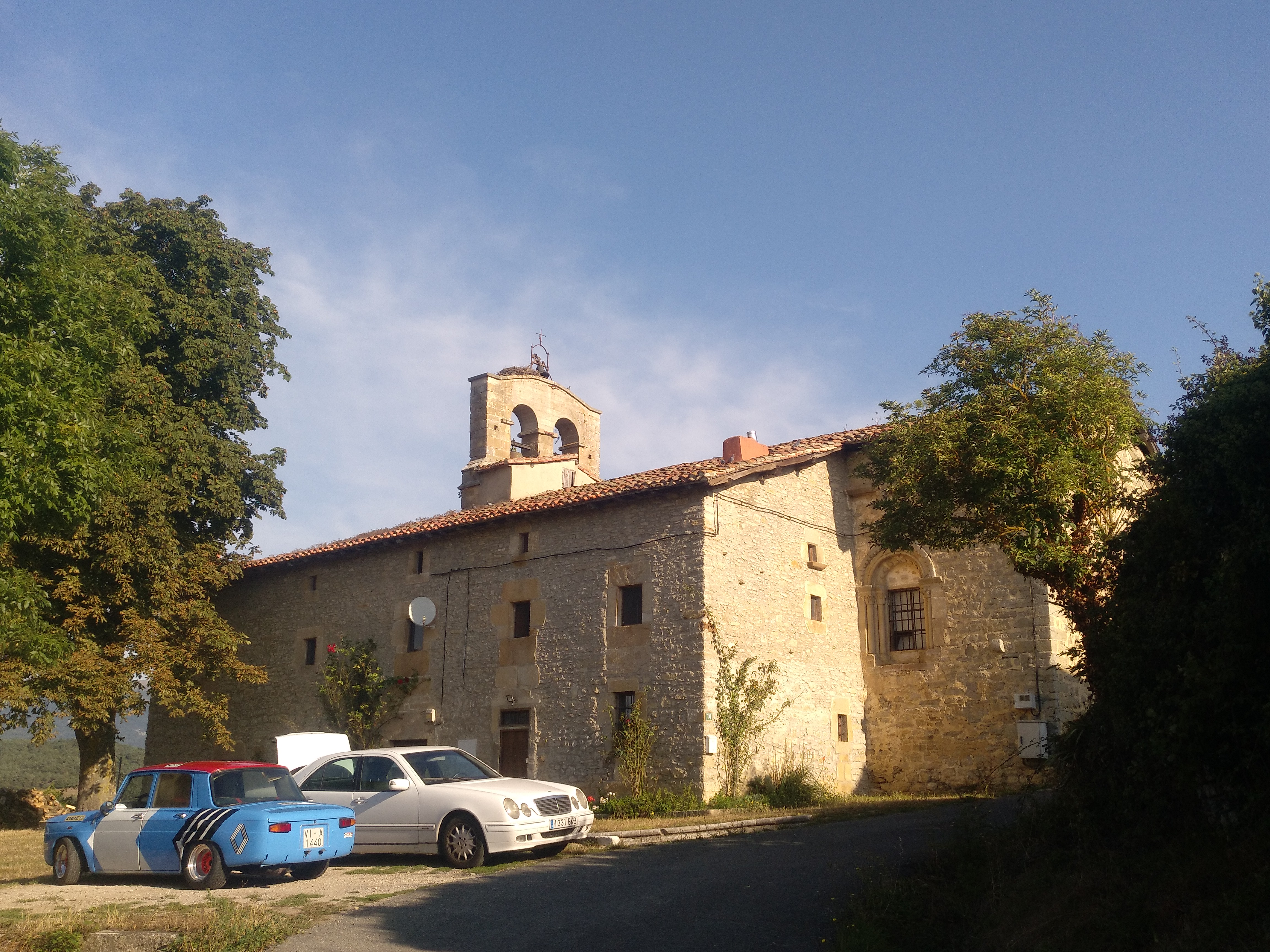
Vista de la iglesia de San Nicolás de Bari

Iglesia de San Nicolás de Bari.
Ermita de San Pedro de Gorostiza.